# Chronicles - Volume 1
Chronicless - Volume 1 è l'autobiografia di Bob Dylan pubblicata nell'ottobre 2004 in USA - come prima parte di una possibile trilogia - dalla casa editrice Simon & Schuster.
In Italia il libro è stato distribuito da Feltrinelli ad inizio 2005 nella traduzione di Alessandro Carrera. È stato best seller in diversi paesi comparendo per diciannove settimane nella lista dei volumi maggiormente venduti pubblicata dal The New York Times.

## Contenuto
Il testo si snoda in cinque capitoli tematici con una scansione atemporale in cui l'autore racconta il suo approccio al mondo della musica e come abbia potuto leggere fin da adolescente nel suo destino. Qualunque potesse essere la sua strada - prevedibilmente lunga, perché iniziata dal niente - di una cosa era consapevole: il destino stava per manifestarsi, e stava guardandolo negli occhi.
Il libro contiene alcune considerazioni di Dylan intorno alla canzone di protesta e, segnatamente, al folk. Scrive tra l'altro l'autore:
Per giungere alla conclusione:

### New York
La narrazione, sincopata come un talkin' blues, fa ricorso ad espressioni gergali procedendo nervosa e a scatti, fra riflessioni sul passato e improvvise considerazioni sul possibile futuro prossimo. Molti particolari su determinati periodi del poeta-musicista risultano sottaciuti, specie quelli riguardanti l'arco temporale tra il 1964 e il 1968 che coincise con il suo passaggio dalla musica folk a quella rock, iniziato al Newport Folk Festival del 1965. Questa lacuna è stata fonte di delusione per molti dei suoi ammiratori ansiosi di conoscere direttamente dalla voce del protagonista qualcosa di più sui retroscena che caratterizzarono quel periodo.
Sotto questo aspetto l'autobiografia di Bob Dylan - o almeno la prima parte della trilogia in cui è organizzata - è maggiormente dettagliata perciò riguardo agli inizi di carriera, dapprima nella vicina Minneapolis, beatnik avanti lettera con camera in comodato d'uso fra giovani universitari della buona borghesia, poi l'atmosfera eccitante dell'ambiente del Greenwich Village nel gelido inverno della New York del 1961, con le prime scritture al Café Wha?, al Gerde's Folk City e al Gaslight, le amicizie e i salotti radical-chic (e i suoi amori, fra cui quello con Suze Rotolo, la giovane che lo aprì al fascino dell'arte pittorica e alla poesia visionaria e febbricitante di Arthur Rimbaud, che poi si sarebbe riflessa in molti suoi brani, e quello celeberrimo e celebrato con Joan Baez).

### Iron Range

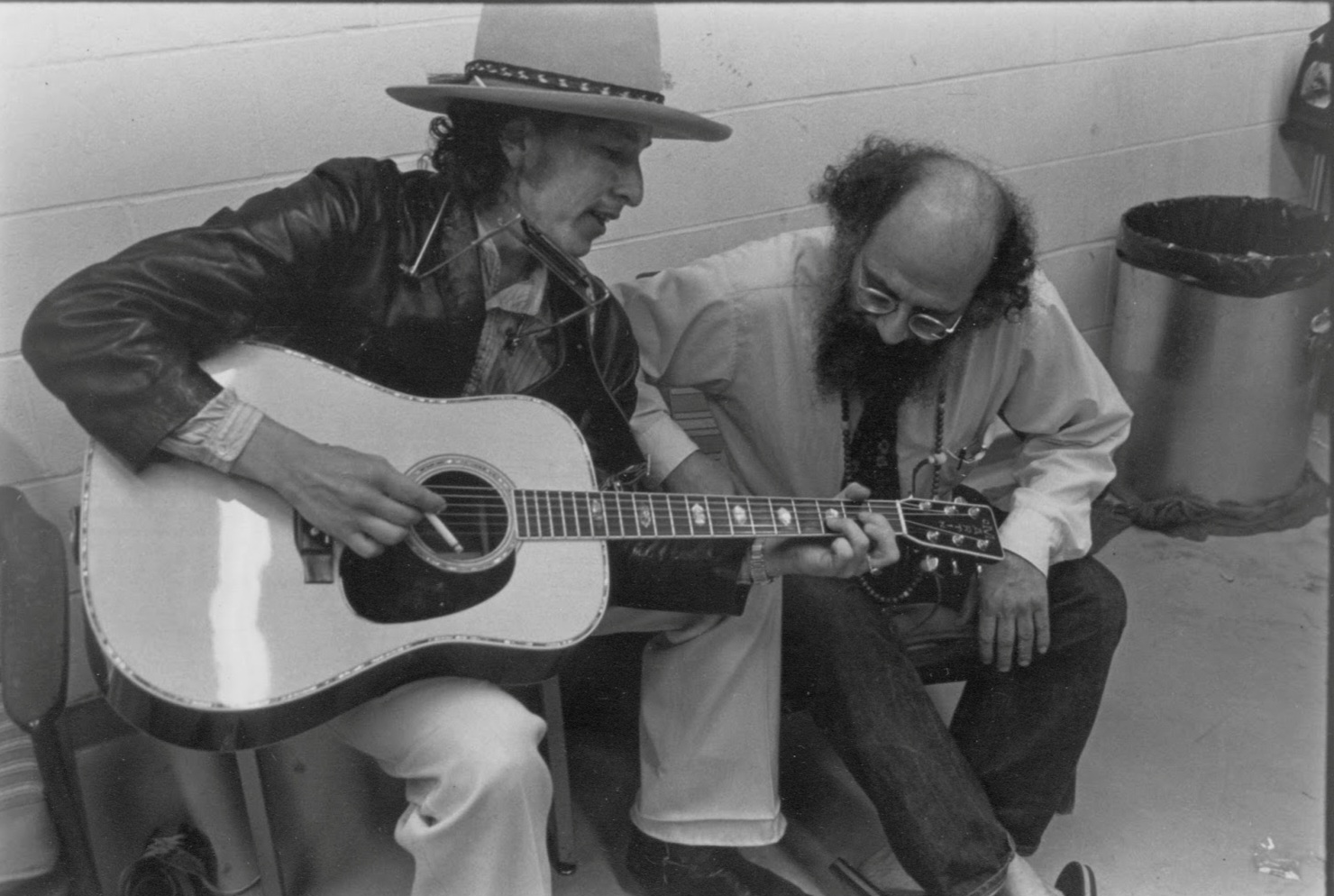
Dylan con Allen Ginsberg nel 1975

Il libro è arricchito da numerose citazioni e nomi di personalità famose con cui l'artista ha condiviso la terra di origine, la sua città natale, Duluth, e lo Stato di appartenenza, il Minnesota.
Fra essi figurano il transvolatore Charles Lindbergh, lo scrittore Francis Scott Fitzgerald, zio tra l'altro dell'autore di The Star-Spangled Banner, l'inno nazionale statunitense, Sinclair Lewis, premio Nobel per la letteratura ed Eddie Cochran, astro del rock and roll a fine anni cinquanta.
Le pagine si snodano dal tempo dell'Iron Range di Hibbing - centro metallurgico nel nord del grande continente americano nel quale si trasferì da piccolo con la famiglia dalla natìa Duluth - fino ad una suggestiva cavalcata nel tempo e nello spazio, lungo la mitica Highway 61..
Il racconto vede il protagonista risalire o ridiscendere in motocicletta il corso del Mississippi, da solo o in compagnia di amici, musicisti e session men, roadies e gente di corte.
Quello che ne esce è il ritratto di un uomo libero da ogni schema mentale, un padre di famiglia felicemente sposato e votato a seguire il proprio destino (il suo matrimonio con Sara finirà con un divorzio nel 1977): Dylan, a lungo accusato di afasia verso i numerosi fan, restituisce così sensazioni, emozioni e ricordi ricchi di dettagli: il racconto di un poeta che non vuole essere portavoce di alcuno eccetto che di se stesso, preferendo non perdere mai di vista - al di là di una visione d'insieme sulla società che lo circonda - il suo amore principale, quello verso la musica.

### New Orleans
Buona parte del libro è dedicata - oltre che alle numerose tournée compiute in ogni angolo del mondo con il Never Ending Tour, che fece seguito alla Rolling Thunder Revue del 1975-1976 - al periodo trascorso intorno alla fine degli anni ottanta a New Orleans, città considerata da sempre satanica per eccellenza, e che sarà devastata nell'estate del 2005 dal terribile Uragano Katrina.
Qui Dylan si recò per incidere con il cantante canadese Daniel Lanois uno fra i suoi più conosciuti ed apprezzati album, Oh Mercy. E lo stesso Dylan fornisce della città, dei suoi umori, dei suoi colori, una descrizione letteraria e poetica al tempo stesso, comunque non stereotipata.
Raggiunta la piena maturità, e già ben oltre la quiete bucolica del buen retiro di Big Pink, Woodstock - Dylan sembra, quindi,  restituire in Chronicles - Volume 1 l'immagine di un uomo e musicista tranquillo pronto a guardare avanti ma ugualmente a voltarsi indietro, senza voler per questo dare la sensazione di essere pronto a tirare alcuna somma (non a caso, restando a questa prima parte, la conclusione è: " ...il mondo tuonante, dagli spigoli taglienti come fulmini" [nel quale si sarebbe trovato] "molti non lo capivano e non l'avrebbero mai capito" ... "non retto da Dio ma neppure dal diavolo", com'era). I tempi di Dont Look Back (Non voltarti) sono ormai lontani.

## Edizioni
- Bob Dylan, Chronicles - Volume 1, traduzione di Alessandro Carrera, pagg. 261, Milano, Giangiacomo Feltrinelli Editore, 2005, ISBN 8807490366, edizione economica Feltrinelli ISBN 9788807720116